# Ыйджонбу
Ыйджонбу́ (кор. 의정부시?, 議政府市?) — город в провинции Кёнгидо, Южная Корея.
Город расположен к северу от Сеула недалеко от границы с Северной Кореей, вследствие чего здесь имеется американское военное присутствие: в Ыйджонбу расположена штаб-квартира 2-й пехотной дивизии США (личный состав дивизии расквартирован в основном в соседнем городе Тондучхон). В сериале «МЭШ» Ыйджонбу (тогда ещё небольшой посёлок) является местом дислокации госпиталя 4077.

## История
В эпоху Трёх государств территория, на которой находится современный Ыйджонбу, принадлежала сначала государству Когурё, затем перешла в руки Силла.
Около 600 лет назад ван Ли Сон Ге возвращался из Хамхына в Ханъян (так тогда назывался Сеул). Сделаны записи о том, что он остановился в местечке Ховон, являющимся теперь одним из районов Ыйджонбу. Сюда же приехал и кабинет министров для обсуждения с ваном государственных дел. Отсюда и возникло название Ыйджонбу, что означает, что сюда был послан государственный советник страны. Однако на картах название Ыйджонбу появилось лишь в 1912 году. Статус города был получен 1 января 1963 года.

## География
Город расположен на севере Сеула и является его спутником. На севере граничит с Янджу, на востоке — с Намъянджу, на западе — с Кояном.
Город стоит на реке Чуннанган, которая впадает в Ханган. На востоке и западе город окружён горами Тобонсан и Сураксан, около 60 % территории находится на высоте более 500 метров над уровнем моря.
Климат, как и в остальной части страны муссонный, средняя температура июля 27,3 °С, средняя температура января −5,1 °С. Лето влажное, более половины годовой нормы осадков выпадает в сезон дождей с июня по сентябрь. Зима относительно сухая.

## Транспорт
- Легкорельсовый транспорт Ыйджонбу

## Туризм и достопримечательности
- Буддийские храмы Манвольса (VII век), Хверёнса (VII век), Соннимса (XVII век). Представляют собой памятники традиционной корейской архитектуры эпохи расцвета буддизма на Корейском полуострове (государство Объединённое Силла). Храм Манвольса входит в список материального наследия провинции Кёнгидо под номером 122[4].
- Святилище Сонсанса — входит в список материального наследия провинции Кёнгидо под номером 42. Постройки относятся к эпохе династии Корё[5].
- Культурный фестиваль Хверён — проводится ежегодно начиная с 1986 года. Целью фестиваля является сохранение и популяризация культурных традиций Кореи. В программе фестиваля выступления фольклорных коллективов, театрализованное шествие[6].
- Центр искусств Ыйджонбу — комплекс заведений культуры, включающий два театра, выставочный зал, конференц-зал и парк. Один из двух театр, который называют Большим театром, является крупнейшим в северной части провинции Кёнгидо. Зрительный зал рассчитан более чем на тысячу мест[7].

## Символы
Как и остальные города и уезды Южной Кореи, Ыйджонбу имеет ряд символов:
- Цветок: королевская азалия — символизирует преданность и силу духа.
- Дерево: сосна Pinus coulteri — является символом надежды.
- Птица: голубь — символ мира и процветания.
- Маскот: весёлый мальчик в одежде государственного советника династии Чосон, символизирующий происхождение названия города.

## Города-побратимы
Ыйджонбу имеет несколько городов-побратимов:
- Ричмонд, Вирджиния, США — с 1995
- Даньдун, Китай — с 1996

### Города-партнёры
- Сибата, Япония — с 1989
- Хайзыонг, Вьетнам — с 2003